# Балла, Джакомо
Джа́комо Ба́лла (итал. Giacomo Balla; 18 июля 1871, Турин — 1 марта 1958, Рим) — итальянский художник, один из основоположников итальянского футуризма.

## Биография
Джакомо Балла родился 18 июля 1871 года в Турине. Художественное образование получил в Вечерней школе рисунка, параллельно работая в мастерской литографии. 
В 1891 году занимался в туринской академии Альбертина, затем практиковался в фотомастерской.
Балла — представитель первой волны футуристического искусства, на чьём творчестве учились У. Боччони и Д. Северини. В его раннем периоде заметны сильно влияние импрессионизма, интерес к теории цвета и увлечение пуантилизмом.
Стиль живописи Балла кардинально стал меняться, когда художник присоединился к художественной группе Маринетти, основателя футуризма. 
Балла стал соредактором «Манифеста художников-футуристов». Прославляя динамику современного мира, Балла пытался изобразительными средствами передать основополагающие категории футуризма — «движение», «скорость», применяя принцип симультанности, то есть движение как ряд одновременно переданных на плоскости движений («Динамизм собаки на поводке», 1912). Постепенно его композиции всё больше начали тяготеть к абстракциям («Опасности войны», 1915). 
Abstract Speed + Sound Abstract Speed + Sound Художник, — активный пропагандист футуризма, — переносит его принципы на другие виды искусства: скульптуру и прикладное искусство — театральный дизайн и костюм[уточнить]. 
Всё больше тяготея к геометрическим формам, Балла перемежал в творчестве абстрактные и фигуративные композиции. В 1930-е годы художник совсем отошёл от футуризма, возвратившись к традиционной манере выражения.
В 1900 году Балла уехал в Париж, где познакомился с такими направлениями живописи, как импрессионизм и пуантилизм. В 1901—1902 годах Балла познакомил Северини и Боччони со своей, развитой из дивизионизма техникой живописи. В 1910 году он составил с ними два манифеста футуризма. Со своими, данными на полотнах «разорванным движением» и «подвижным светом» Балла явился одним из предтеч абстракционизма. Как убеждённый приверженец спиритизма он строил свою живопись как «метафизические полотна» (Pittura metafisica), рассчитывая передать красками некое душевное состояние или мимолётное воздействие чувственности без внешней связи с конкретным изображением.
В 1921 году в Риме в здании виллы Хюффер открылось кабаре «Bal Tik Tak». Балла в цвете на площади около 80 кв. м. выполнил росписи интерьера кабаре и сделал эскизы мебели.
В 1929 году Балла подписал манифест аэроживописи.
Умер 1 марта 1958 года в Риме.

## Память
В декабре 2024 года министр культуры Италии Алессандро Джули объявил о том, что апартаменты в Риме, где проживал Балла, «Casa Balla», в доме середины XX века будут выкуплены государством. В апартаментах расположены работы и фрески Балла, а также мебель, дизайн которой выполнен Балла.